# 桑西
桑西（法語：Sancy，法語發音：[sɑ̃si] ⓘ），亦称桑西莱莫（法語：Sancy-lès-Meaux，法語發音：[sɑ̃si lɛ mo]，意为“莫城附近的桑西”），是法国塞纳-马恩省的一个市镇，属于莫城区。

## 地理
桑西（48°53'11"N, 2°57'33"E）面积5.48 平方千米，位于法国法蘭西島大區塞纳-马恩省，该省份为法国北部内陆省份，北起瓦兹省，西接埃松省、马恩河谷省、塞纳-圣但尼省和瓦兹河谷省，南至卢瓦雷省，东南接约讷省，东临马恩省和奥布省，东北接埃纳省。
与桑西接壤的市镇（或旧市镇、城区）包括：沃库尔图瓦、库洛姆、克雷西-拉沙佩勒、拉欧特迈松、布里地区迈松塞勒。

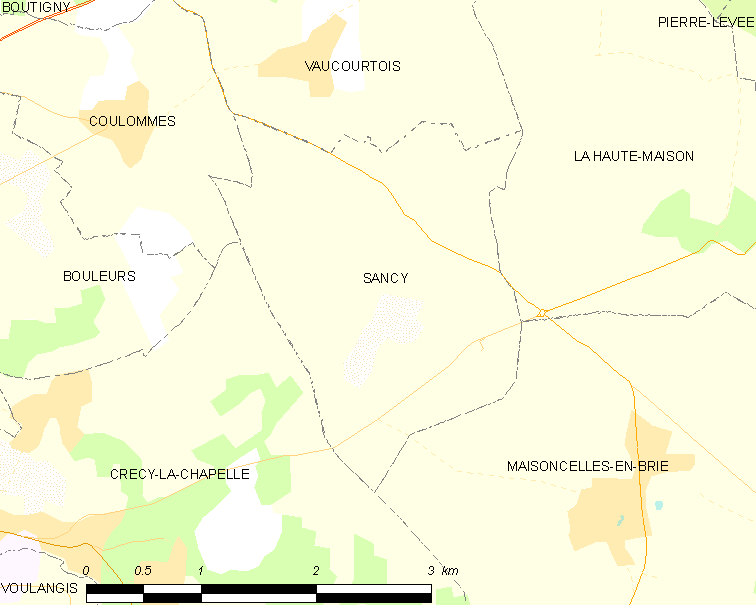
桑西的OSM定位图

桑西的时区为UTC+01:00、UTC+02:00（夏令时）。

## 行政
桑西的邮政编码为77580，INSEE市镇编码为77443。

## 政治
桑西所属的省级选区为塞里斯县。

## 人口

1962-2008年间桑西人口变化图示

桑西于2022年1月1日时的人口数量为390人。